# الوفيات التي سببتها جائحة كورونا
مرض فيروس كورونا 2019 لديه معدل إماتة منخفض، لكن الأعداد الفعلية للوفيات كبيرة بالنظر إلى الحجم الهائل للوباء. حتى 26 أبريل 2020 توفي أكثر من 200.000 شخص بسبب كوفيد-19، بينما تعافى أكثر من 5.5 مليون شخص. الاشخاص الذين تزيد أعمارهم عن 60 عامًا والذين يعانون من أمراض مصاحبة هم الأكثر عرضة للوفاة بسبب المرض. يتعافى معظم المصابين بالمرض دون أي علاج معين وترتبط النتائج السيئة والوفيات بالشيخوخة والإعاقات العميقة والضعف

## التاريخ
في 9 يناير 2020 سجلت أول حالة وفاة مؤكدة في ووهان. بعدها وقعت أول حالة وفاة خارج البر الرئيسي للصين في فبراير في الفلبين، وأول حالة وفاة خارج آسيا كانت في فرنسا في 14 فبراير. وبحلول 28 فبراير سجلت أكثر من اثني عشر حالة وفاة في كل من إيران وكوريا الجنوبية وإيطاليا. وبحلول نهاية مارس، أبلغت ما يقرب من 100 دولة عن وفيات بسبب الوباء.

## علم الأوبئة
اعتبارًا من أبريل 2020، بلغت نسبة الوفيات إلى الحالات العالمية، وعدد الوفيات المنسوبة إلى المرض مقسومًا على عدد الحالات التي شخصت في نفس الإطار الزمني، 7٪. هناك عدد كبير من الحالات التي لم تشخص، لذلك من المرجح أن يكون معدل الوفيات الفعلي للمرض أقل من نسبة الوفيات إلى الحالات الحالية. وبالمقارنة، تراوح معدل وفيات حالات الإصابة بإنفلونزا الخنازير بين 0.1 و 5.1٪ بعد عشرة أسابيع من الإنذار الدولي الأول. تختلف نسبة الوفيات باختلاف المناطق. واعتبارًا من يونيو 2020، تشير الدراسات العلمية إلى أن معدل وفيات العدوى يتراوح بين 0.5٪ و 0.9٪.

### العمر
تزداد الوفيات بسبب كوفيد-19 مع تقدم العمر. معدل الوفيات الإجمالي من كوفيد-19 في المملكة المتحدة هو 0.0016٪ لدى الأطفال، بينما هو 7.8٪ لمن هم فوق 80. غالبية الضحايا يعانون من ظروف صحية خطيرة موجودة من قبل. وجدت دراسة أوروبية متعددة الجنسيات نُشرت في ذا لانسيت في 25 يونيو 2020 أن حوالي 8٪ من الأطفال الذين يدخلون المستشفى يحتاجون إلى رعاية مركزة. وأن 4 من أصل 582 طفلًا (0.7٪) يتوفون بسبب المرض، على الرغم من أن معدل الوفيات الفعلي يمكن أن يكون «أقل بكثير» لأن الحالات الأكثر اعتدالًا التي لم تطلب المساعدة الطبية لم تضمن في الدراسة.
| العم                               | 10–19 | 20–29 | 30–39 | 40–49 | 50–59 | 60–69 | 70–79 | 80-89 | 90+  |      |
| ---------------------------------- | ----- | ----- | ----- | ----- | ----- | ----- | ----- | ----- | ---- | ---- |
| كندا اعتبارًا من 25 أبريل           | 0.0   | 0.0   | 0.1   | 0.1   | 0.5   | 0.5   | 5.2   | 5.2   | 16.2 | 16.2 |
| الصين اعتبارًا من 11 فبراير         | 0.0   | 0.2   | 0.2   | 0.2   | 0.4   | 1.3   | 3.6   | 8.0   | 14.8 | 14.8 |
| الدنمارك اعتبارًا من 26 أبريل       | 0.2   | 0.2   | 0.2   | 0.2   | 0.2   | 0.2   | 4.4   | 15.4  | 24.8 | 41.0 |
| إيطاليا اعتبارًا من 23 أبريل        | 0.2   | 0.0   | 0.1   | 0.4   | 0.9   | 2.6   | 10.0  | 24.9  | 30.8 | 26.1 |
| هولندا اعتبارًا من 25 أبريل         | 0.0   | 0.3   | 0.1   | 0.2   | 0.5   | 1.5   | 7.6   | 23.2  | 30.0 | 29.3 |
| البرتغال اعتبارًا من 24 أبريل       | 0.0   | 0.0   | 0.0   | 0.0   | 0.3   | 0.6   | 2.8   | 8.5   | 16.5 | 16.5 |
| كوريا الجنوبية اعتبارًا من 15 أبريل | 0.0   | 0.0   | 0.0   | 0.1   | 0.2   | 0.7   | 2.5   | 9.7   | 22.2 | 22.2 |
| إسبانيا اعتبارًا من 25 أبريل        | 0.3   | 0.4   | 0.3   | 0.3   | 0.5   | 1.3   | 4.4   | 13.2  | 20.3 | 20.2 |
| السويد اعتبارًا من 26 أبريل         | 0.0   | 0.0   | 0.4   | 0.4   | 1.0   | 2.3   | 6.9   | 21.2  | 30.0 | 34.0 |
| سويسرا اعتبارًا من 25 أبريل         | 0.9   | 0.0   | 0.0   | 0.1   | 0.0   | 0.5   | 2.7   | 10.1  | 24.0 | 24.0 |

| العمر             | 0–19 | 20–44   | 45–54   | 55–64   | 65–74   | 75–84    | 85+       |
| ----------------- | ---- | ------- | ------- | ------- | ------- | -------- | --------- |
| اعتبار من 16 مارس | 0.0  | 0.1–0.2 | 0.5–0.8 | 1.4–2.6 | 2.7–4.9 | 4.3–10.5 | 10.4–27.3 |

|                                                    | 0–9             | 10–19          | 20–29         | 30–39        | 40–49        | 50–59      | 60–69     | 70–79     | 80+      |
| -------------------------------------------------- | --------------- | -------------- | ------------- | ------------ | ------------ | ---------- | --------- | --------- | -------- |
| مرض شديد                                           | (0.0–0.0)       | (0.02–0.08)    | (0.62–2.1)    | (2.0–7.0)    | (2.5–8.7)    | (4.9–17)   | (7.0–24)  | (9.9–34)  | (11–38)  |
| الموت                                              | (0.00016–0.025) | (0.0015–0.050) | (0.014–0.092) | (0.041–0.19) | (0.076–0.32) | (0.34–1.3) | (1.1–3.9) | (2.5–8.4) | (3.8–13) |
| يقدر إجمالي معدل إماتة العدوى بـ 0.66٪ (0.39-1.3). |                 |                |               |              |              |            |           |           |          |

## حسب البلد
عادة لا تعطي الوفيات الرسمية المبلغ عنها أرقامًا دقيقة لأن الأرقام قد تتجاهل أولئك الذين ماتوا دون اختبار. والنقيض من ذلك، في البلدان التي ترتفع فيها معدلات الإصابة بـكوفيد-19، قد يتم إدخال المرضى إلى المستشفى بسبب أمراض غير كوفيد، ولكن يمكن أيضًا أن يكونوا مصابين بـ كوفيد-19. وعندما يموت هؤلاء المرضى بسبب الحالة الأولية، تُعزى وفاتهم عادةً إلى كوفيد-19 على الرغم من أن المساهمة الفعلية لـ كوفيد-19 في الوفاة ضئيلة. تتأثر مقاييس قياس الوفيات بالوقت الذي مضى منذ اندلاع المرض، وخصائص السكان (بشكل بارز، العمر والجنس) وجودة نظام الرعاية الصحية وتوافر خيارات العلاج وحجم الاختبارات. قد تختلف طريقة تسجيل وفيات كوفيد-19 بين البلدان بسبب الاختلافات في حسابها.